# Tom Ellis (acteur)
Tom Ellis (Cardiff, 17 november 1978) is een Welsh acteur, bekend van rollen als Dr. Oliver Cousins in de soapserie EastEnders, Gary Preston in de Britse sitcom Miranda, en Lucifer in de gelijknamige televisieserie.

## Levensloop
Ellis genoot onderwijs in Sheffield. Ellis was getrouwd met actrice Tamzin Outhwaite, samen hebben ze twee dochters. Ook heeft Ellis nog een dochter uit een eerdere relatie.

## Filmografie
| Jaar      | Titel                                        | Rol                          | Aantekeningen                                      |
| --------- | -------------------------------------------- | ---------------------------- | -------------------------------------------------- |
| 2001      | The Life and Adventures of Nicholas Nickleby | John Browdie                 | Televisiefilm                                      |
| 2001      | High Heels and Low Lifes                     | Politieagent                 |                                                    |
| 2001      | Buffalo Soldiers                             | Squash                       |                                                    |
| 2001–2002 | Nice Guy Eddie                               | Frank Bennett                |                                                    |
| 2003      | Pollyanna                                    | Timothy                      |                                                    |
| 2003      | I'll Be There                                | Ivor                         |                                                    |
| 2004      | Messiah III: The Promise                     | Dr. Phillip Ryder            |                                                    |
| 2004      | Vera Drake                                   | Politieagent                 |                                                    |
| 2005      | Much Ado About Nothing                       | Claude                       |                                                    |
| 2005      | Midsomer Murders                             | Lee Smeaton                  | Aflevering "Midsomer Rhapsody"                     |
| 2005      | Waking the Dead                              | Harry Taylor                 | Aflevering "Straw Dog"                             |
| 2005–2006 | No Angels                                    | Justyn                       |                                                    |
| 2006      | EastEnders                                   | Dr. Oliver Cousins           |                                                    |
| 2006      | The Catherine Tate Show                      | Detective Sergeant Sam Speed |                                                    |
| 2007      | Suburban Shootout                            | P.C. Haines                  |                                                    |
| 2007      | Doctor Who                                   | Tom Milligan                 | Aflevering "Last of the Time Lords"                |
| 2007      | The Catherine Tate Christmas Show            | Detective Sergeant Sam Speed |                                                    |
| 2008      | Trial and Retribution                        | Nick Fisher                  |                                                    |
| 2008      | Miss Conception                              | Zak                          |                                                    |
| 2008      | Harley Street                                | Dr. Ross Jarvis              | Aflevering "Episode 4"                             |
| 2008      | The Passion                                  | Apostel Philip               |                                                    |
| 2009      | Monday Monday                                | Steven                       |                                                    |
| 2009–2015 | Miranda                                      | Gary Preston                 |                                                    |
| 2010      | Dappers                                      | Marco                        |                                                    |
| 2010      | Merlin                                       | Koning Cenred                |                                                    |
| 2010      | Accused                                      | Neil                         |                                                    |
| 2011      | The Fades                                    | Mark Etches                  |                                                    |
| 2011      | Sugartown                                    | Max Burr                     |                                                    |
| 2012      | Gates                                        | Mark Pearson                 |                                                    |
| 2012      | The Secret of Crickley Hall                  | Gabe Caleigh                 |                                                    |
| 2013      | Walking Stories                              | Jarrod                       | Korte film                                         |
| 2013      | Agatha Christie's Poirot                     | Detective Inspector Bland    | Aflevering "Dead Man's Folly"                      |
| 2013      | Once Upon a Time                             | Robin Hood                   | Aflevering "Lacey"                                 |
| 2014      | Rush                                         | Dr. William P. Rush          | hoofdrol, 10 afleveringen.                         |
| 2015      | The Strain                                   | Rob Bradley                  | Aflevering "Identity"                              |
| 2016–2021 | Lucifer                                      | Lucifer Morningstar          | Hoofdrol                                           |
| 2018      | Family Guy                                   | Oscar Wilde (stem)           | Aflevering "V is for Mystery"                      |
| 2018      | Queen America                                | Andy                         | Afleveringen: 3, 4, 5, 6, 7 en 8                   |
| 2019      | Isn't It Romantic                            | Dr. Todd                     | cameo                                              |
| 2019      | The Flash                                    | Lucifer Morningstar          | Aflevering "Crisis on Infinite Earths: Part Three" |
| 2019      | Miranda: My Such Fun Celebration             | Gary Preston/zichzelf        |                                                    |

- Bibsys: 15007387
- Bibliothèque nationale de France: cb177223769 (data)
- Gemeinsame Normdatei: 1061394867
- International Standard Name Identifier: 0000 0004 6470 5421
- Library of Congress Control Number: no2015002583
- MusicBrainz: c4ed69f8-7c6b-431c-a0b1-d3ccc975e535
- Nationale Bibliotheek van Israël: 987011526168305171
- Nederlandse Thesaurus van Auteursnamen: 105054968
- Système universitaire de documentation: 232938369
- Virtual International Authority File: 5853149068584565730008
- WorldCat: E39PBJcGhyQGy7MYXXDV6BV9jC